# Чемпионат Черновицкой области по футболу
Чемпионат Черновицкой области по футболу — областное соревнование украинского футбола среди любительских команд. С 1991 года проводится под эгидой Ассоциации футбола Черновицкой области.

## Все победители

### Победители 1941—1969
| Год     | Чемпион        | Город ФК |
| 1941    | «Спартак»      | Черновцы |
| 1942/44 | II м. в.       | —        |
| 1945    | В/ч 224374     | Черновцы |
| 1946    | «Спартак»      | Черновцы |
| 1947    | «Авиагарнизон» | Черновцы |
| 1948    | «Динамо»       | Черновцы |
| 1949    | «Колгоспнык»   | Ленковцы |
| 1950    | «Колгоспнык»   | Ленковцы |
| 1951    | «Динамо»       | Черновцы |
| 1952    | ОДО            | Черновцы |
| 1953    | «Динамо»       | Черновцы |
| 1954    | «Динамо»       | Черновцы |
| 1955    | «Буревестник»  | Черновцы |
| 1956    | «Динамо»       | Черновцы |

| Год          | Чемпион       | Город ФК |
| 1957         | «Буревестник» | Черновцы |
| 1958 (весна) | «Динамо»      | Черновцы |
| 1958 (осень) | ОДО           | Черновцы |
| 1959         | «Авангард»    | Черновцы |
| 1960         | «Авангард»    | Черновцы |
| 1961         | «Буковина»    | Черновцы |
| 1962         | «Колгоспнык»  | Кицмань  |
| 1963         | ОДО           | Черновцы |
| 1964         | «Колгоспнык»  | Кицмань  |
| 1965         | «Буковина»    | Черновцы |
| 1966         | «Буковина»    | Черновцы |
| 1967         | «Колгоспнык»  | Заставна |
| 1968         | «Восход»      | Черновцы |
| 1969         | «Восход»      | Черновцы |

### Призёры чемпионатов с 1970 года
| Год          | Победитель                   | 2 место                           | 3 место                      |
| ------------ | ---------------------------- | --------------------------------- | ---------------------------- |
| 1970         | «Легмаш» Черновцы            | «Бетонник» Черновцы               | «Спиртзавод» Черновцы        |
| 1971         | ДОК Черновцы                 | «Легмаш» Черновцы                 | «Восход» Черновцы            |
| 1972         | «Колгоспнык» Кицмань         | ДОК Черновцы                      | «Восход» Черновцы            |
| 1973         | «Восход» Черновцы            | «Автомобилист» Кицмань            | «Легмаш» Черновцы            |
| 1974         | «Восход» Черновцы            | ДОК Черновцы                      | «Колос» Заставна             |
| 1975         | «Колос» Лужаны               |                                   |                              |
| 1976         | «Буковина» Черновцы          | «Колос» Лужаны                    | «Сельмаш» Черновцы           |
| 1977         | «Сирет» Сторожинец           | ДОК Черновцы                      | «Буковина» Черновцы          |
| 1978         | «Сирет» Сторожинец           | ДОК Черновцы                      | «Буковина» Черновцы          |
| 1979         | ДОК Черновцы                 | «Метеор» Черновцы                 | «Колос» Лужаны               |
| 1980         | «Метеор» Черновцы            | «Строитель» Сторожинец            | «Легмаш» Черновцы            |
| 1981         | «Легмаш» Черновцы            | «Метеор» Черновцы                 | «Строитель» Сторожинец       |
| 1982         | РОЗ (Заря-ГВЗ) Черновцы      | «Буковина» Черновцы               | «Карпаты» Сторожинец         |
| 1983         | «Карпаты» Сторожинец         | ГВЗ Черновцы                      | «Легмаш» Черновцы            |
| 1984         | «Легмаш» Черновцы            | «Дружба» Киселев                  | «Метеор» Черновцы            |
| 1985         | «Легмаш» Черновцы            | «Дружба» Киселев                  | «Эмальпосуда» Черновцы       |
| 1986         | «Легмаш» Черновцы            | «Автомобилист» Черновцы           | «Эмальпосуда» Черновцы       |
| 1987         | «Эмальпосуда» Садгора        | ГВЗ Черновцы                      | СК «Буковина» Черновцы       |
| 1988         | «Эмальпосуда» Садгора        | «Легмаш» Черновцы                 | ГВЗ Черновцы                 |
| 1989         | «Эмальпосуда» Садгора        | «Легмаш» Черновцы                 | «Колос» Новоселица           |
| 1990         | «Легмаш» Черновцы            | «Металлист» Черновцы              | «Подгорье» Сторожинец        |
| 1991         | «Лада» Черновцы              | «Колос» Заставна                  | «Подгорье» Сторожинец        |
| 1992         | «Лада» Черновцы              | «Метеор» Черновцы                 | «Карпаты» Садгора            |
| 1992/93      | «Лада» Черновцы              | «Легмаш» Черновцы                 | «Гравитон-Метеор» Черновцы   |
| 1993/94      | «Легмаш» Черновцы            | «Днестр» Дорошовцы                | «Черемош» Выжница            |
| 1994/95      | «Меблевик-Розвиток» Черновцы | «Подгорье» Сторожинец             | «Черемош» Выжница            |
| 1995/96      | «Меблевик» Черновцы          | «Дружба» Киселев                  | «Подгорье» Сторожинец        |
| 1996/97      | «Колос» Новоселица           | «Черемош» Выжница                 | ФК «Заставна»                |
| 1997/98      | «Черемош» Выжница            | «Калиновский рынок» Черновцы      | «Мытник» Вадул-Сирет         |
| 1998/99      | «Калиновский рынок» Черновцы | «Мытник» Вадул-Сирет              | «Колос» Лужаны               |
| 1999/00      | «Мытник» Вадул-Сирет         | «Колос» Лужаны                    | «Черемош» Выжница            |
| 2000 (осень) | ФК «Лужаны» Лужаны           | «Мытник» Вадул-Сирет              | «Университет» Черновцы       |
| 2001         | «Мытник» Вадул-Сирет         | «Калиновский рынок» Черновцы      | ФК «Лужаны» Лужаны           |
| 2002         | ФК «Лужаны» Лужаны           | «Мытник» Вадул-Сирет              | КНТЕУ-СКА Черновцы           |
| 2003         | «Мытник» Вадул-Сирет         | ФК «Кицмань»                      | «Подгорье» Сторожинец        |
| 2004         | ФК «Лужаны» Лужаны           | РСК «Кицмань» Кицмань             | «Мытник» Вадул-Сирет         |
| 2005         | ФК «Лужаны» Лужаны           | «Меркурий-ЧТЕИ-Демик» Черновцы    | «Университет» Черновцы       |
| 2006         | «Малик» Дорошовцы            | «Мытник» Вадул-Сирет              | ФК «Лужаны» Лужаны           |
| 2007         | ФК «Кицмань» Кицмань         | ФК «Лужаны» Лужаны                | «Олби-Рос Дрим-Тим» Черновцы |
| 2008         | ФК «Лужаны» Лужаны           | ФК «Кицмань» Кицмань              | «Ротор» Слобода              |
| 2009         | «Днестр» Дорошовцы           | ФК «Лужаны» Лужаны                | «Колос» Новоселица           |
| 2010         | ФК «Банилов» Банилов         | «Днестр» Дорошовцы                | «Лесник» Бабино              |
| 2011         | ФК «Банилов» Банилов         | «Волока» Волока                   | «Мрия» Глыбокая              |
| 2012         | ФК «Глыбокая» Глыбокая       | «Маяк» Великий Кучуров            | ФК «Банилов» Банилов         |
| 2013         | «Маяк» Великий Кучуров       | ФК «Новоселица» Новоселица        | «Металлист-Илаш» Кельменцы   |
| 2014         | «Подгорье» Сторожинец        | ФК «Заринок»                      | «Белая-Урожай»               |
| 2015         | «Волока» Волока              | «Маяк» Великий Кучуров            | «Заринок» Тисовец            |
| 2016         | «Волока» Волока              | «Иванковцы» Иванковцы             | «Университет» Черновцы       |
| 2017         | «Университет» Черновцы       | «Волока» Волока                   | «Иванковцы» Иванковцы        |
| 2018         | «Неполоковцы» Неполоковцы    | МСК «Кицмань» Кицмань             | «Коровия» Коровия            |
| 2019         | «Волока» Волока              | «Неполоковцы» Неполоковцы         | «ШКВАЛ» Черновка             |
| 2020         | «Довбуш» Черновцы            | «Нижние Становцы» Нижние Становцы | «Чагор» Чагор                |
| 2021         | «Довбуш» Черновцы            | «Брусница» Брусница               | «Глыбокая» Глыбокая          |
| 2022/23      | «Фазенда» Черновцы           | «Волока» Волока                   | «Брусница» Брусница          |
| 2023/24      | «Фазенда» Черновцы           | «Брусница» Брусница               | «Луко» (Луковица)            |
| 2024/25      | «Фазенда» Черновцы           | «Брусница» Брусница               | «Довбуш» Черновцы            |